# Абасири (река)
Абасири (яп. 網走川 абасиригава) — река в Японии на острове Хоккайдо. Протекает по территории округа Охотск.
Исток реки находится на хребте Акан под горой Ахоро-даке или Апоро-Таке (阿幌岳, высотой 978 м), на территории посёлка Цубецу в неё впадает река Цубецу (津別川). После этого Абасири течёт по равнине, в посёлке Бихоро в неё впадает одноимённая река (美幌川). Ниже Бихоро река течёт через посёлок Одзора и протекает через озеро Абасири. Впадает в залив Абасири Охотского моря в порту Абасири. Крупнейшая река, впадающая в залив.
Длина реки составляет 115 км, на территории её бассейна (1380 км²) проживает около 49000 человек. Согласно японской классификации, Абасири является рекой первого класса. Расход воды составляет 6,0-3,3 м³/с.
Около 80 % бассейна реки занимает природная растительность, около 19 % — сельскохозяйственные земли, около 1 % застроено. Уклон реки в верховьях составляет около 1/50-1/300, в среднем течении — 1/300-1/600, в низовьях — 1/2000. Годовая норма осадков в бассейне реки составляет около 800 мм в год — самое низкое количество в Японии.
Климат в бассейне реки субарктический со среднегодовой температурой 6,2 °C, и среднемесячной 19,4 °C в августе и −6,6 °C в феврале.
Начиная с озера Абасири, речная вода смешивается с морской, поступающей из Охотского моря.
В среднем и нижнем течении река протекает через осадочные породы, пирокластические отложения формации Куттяро и аллювиальные отложения. Большая часть осадка, который несёт река, откладывается в озере Абасири.
В XX веке крупнейшие наводнения происходили в 1922 и 1992 годах. Во время наводнения 1922 года пострадало 381 домов, в 1992 году — 322 дома.